# Энколпион

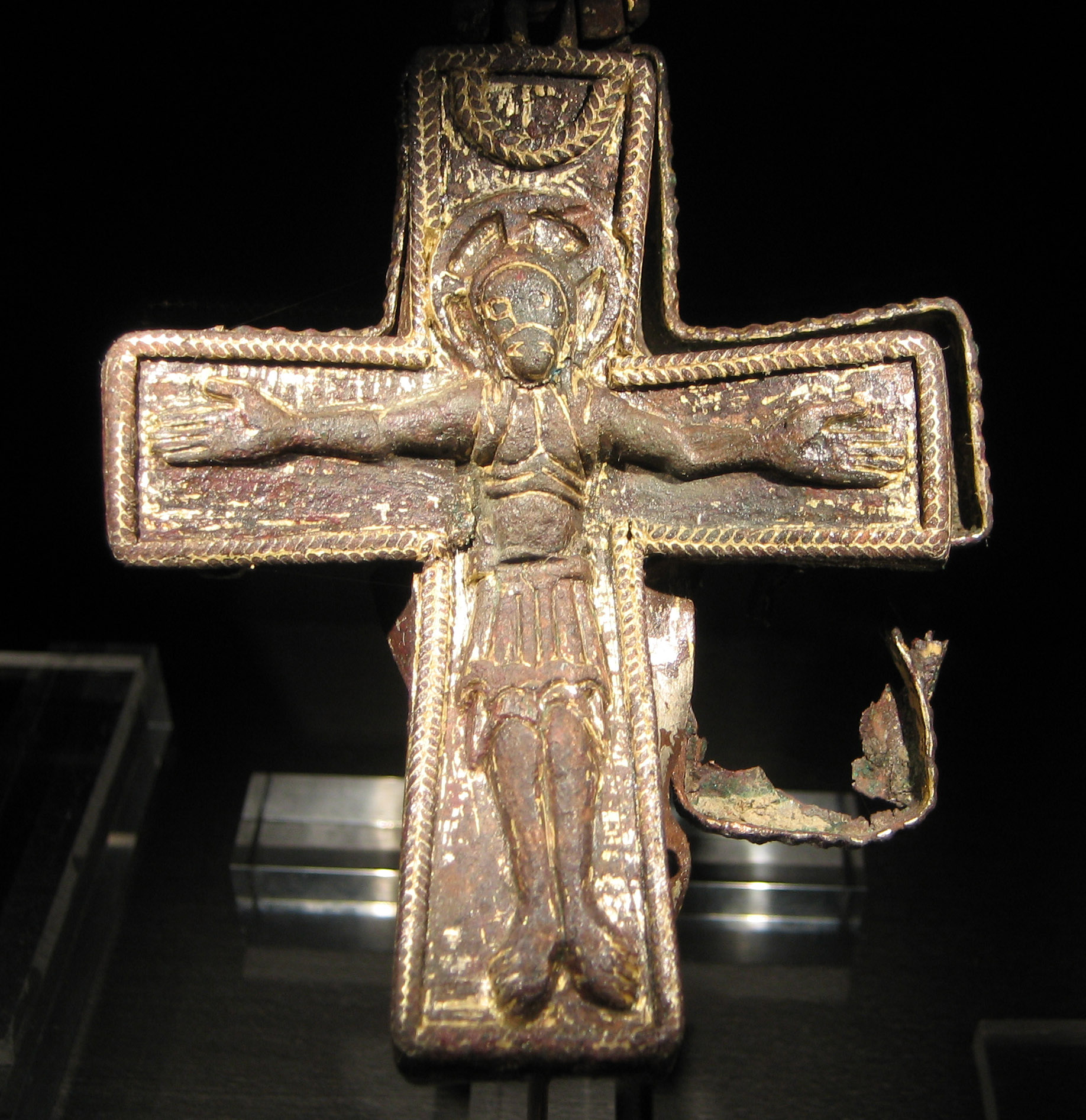

Энко́лпион, или Енко́лпион, или Енко́лпий (др.-греч. ἐγ-κόλπιο(ς), за пазухой, на груди — нанедренник, наперсник) — небольшой ковчежец прямоугольной, округлой или крестообразной формы с изображением Иисуса Христа или святых. Внутри энколпиона помещались частицы освящённой просфоры или мощи святых, чтобы охранить человека от различных напастей, особенно в дальних путешествиях или походах. Разновидность энколпия — панагир, панагия.
Носится на гайтане или цепочке. Используется как наградной знак для награждения епископов при рукоположении (посвящении в сан). В иконописи энколпион изображают на святых архиереях — святителях.

## Название
Слово др.-греч. ἐγ-κόλπιο(ς) состоит из приставки др.-греч. ἐγ (ἐν) — «на, из, в» и корня др.-греч. κόλπος — «недро, грудь»; буквально «нанедренник, нагрудник». Близкое по значению «энколпиону» слово «крест-мощевик» — крест, внутри которого помещены мощи святого. Отличие заключается в том, что крест-мощевик может быть не только наперсный, но и напрестольный. В первом случае его можно назвать энколпионом, а в последнем случае напрестольный крест-мощевик уже не является энколпионом.
Симеон Солунский следующим образом толкует значение «енколпия»: «крест или енколпий, висящий у архиерея на груди, означает печать и исповедание веры, а что он висит на груди, этим означается исповедание от всего сердца».

## История
Обычай носить на шее сосуды с реликвиями происходит от античных булл, выполнявших функцию оберега. Христианская церковь стремилась заменить этот языческий обычай почитанием христианских святых в той же форме. В отличие от булл, которые в Древнем Риме носили только мальчики до достижения шестнадцати лет, христианские энколпионы носили все. Энколпион, ныне утраченный, был обнаружен в гробнице Марии, жены императора Гонория (395—423 гг.) Папа Григорий Великий (590—604) посылал энколпион в подарок королеве лангобардов Теоделинде. 
Некоторые богословы и священники выступали против этой практики, считая ее «языческой» или «фарисейской». В Западной Европе в Средние века поклонение реликвиям зачастую превращалось в банальное суеверие, мощи святых носили «на удачу» или в качестве защиты от сглаза, не особо задумываясь о духовной составляющей. 
О распространяющейся практике носить на шее мешочки с фрагментами мощей святых с неодобрением писал ученый-аббат Алкуин (ок. 735—804). Энколпионом является т.н. Талисман Карла Великого — драгоценный медальон, в котором первоначально помещались волосы Девы Марии (позже заменены на частичку креста, на котором распяли Иисуса). Хотя талисман вряд ли имел отношение к Карлу Великому, он был изготовлен не позже XII века.

## Предшественник наперсного креста
Энколпионы сначала имели форму четырёхстороннего ящичка, пустого внутри; с наружной стороны их помещалось изображение монограммы имени Иисуса Христа, а позже — и креста различной формы. В этом ящичке хранились частицы мощей, а в эпоху гонений — списки священных христианских книг. Два экземпляра энколпия, относящиеся, по мнению археологов, ко времени не позже IV века, найдены в 1571 году при раскопке одной из могил Ватикана.
О существовании энколпиев в IV веке свидетельствует Иоанн Златоуст в слове «Против иудеев и язычников о том, что Иисус Христос есть истинный Бог»: «Почему к этому самому древу, на котором святое тело Иисусово было распростерто и пригвождено, все наперерыв притекают? Почему многие, как мужи, так и жены, получив малую частицу этого древа и обложив её золотом, вешают на свою шею, как украшение, между тем как оно было некогда знаком осуждения и наказания? Потому, что создавший все и все преобразующий, избавивши вселенную от нечестия и соделавший землю небом, Он и это орудие ненавистное и позорнейшее всех смертей превознес выше небес».
Позже они имеют форму креста, сохраняя по-прежнему пустоту внутри, для хранения священных реликвий. В этом виде они стали принадлежностью епископского сана и носились епископами поверх одежды. Древнейший экземпляр такого энколпия найден в 1862 году в развалинах построенной Константином Великим базилики Святого Лаврентия в Риме, на груди скелета человека, погребенного при церкви — вероятно, епископа. Кресты-энколпии были также принадлежностью царского торжественного облачения в Константинополе, а позже — и в России, до Петра Великого.
В Древней Руси их носили иногда (под одеждой) и простые монашествующие, и даже благочестивые миряне, например паломники. В церковно-археологических коллекциях, например в музее Санкт-Петербургской духовной академии, находятся энколпии, замечательные по величине и рисунку.
В XVIII веке энколпии с ящичками внутри выходят из употребления и заменяются для епископов крестами меньшей величины, сделанными из металла или финифти, без пустоты или вложений внутри. В России ношение таких крестов с 1741 года было усвоено и архимандритам, состоявшим в составе Святейшего Правительствующего Синода, а с 1742 года, по примеру монастырей Киевской епархии (где наперсные кресты издавна носились всеми архимандритами) — всем архимандритам, в отличие от игуменов, что сохраняется и по настоящее время.